# Mesoleius armillatorius
Mesoleius armillatorius är en stekelart som först beskrevs av Johann Ludwig Christian Gravenhorst 1807.  Mesoleius armillatorius ingår i släktet Mesoleius och familjen brokparasitsteklar. Arten är reproducerande i Sverige. Inga underarter finns listade i Catalogue of Life.